# Institut de technologie de Pékin
 (juin 2021).
Si vous disposez d'ouvrages ou d'articles de référence ou si vous connaissez des sites web de qualité traitant du thème abordé ici, merci de compléter l'article en donnant les références utiles à sa vérifiabilité et en les liant à la section « Notes et références ».
L'Institut de technologie de Pékin (chinois simplifié : 北京理工大学 ; chinois traditionnel : 北京理工大學 ; pinyin : Běijīng Lǐgōng Dàxué) est une université chinoise située à Pékin. Elle a été créée en 1940 dans le Yan'an. Elle accueille environ 56 000 étudiants. Elle était[Quand ?] administrée par la Commission de la science, de la technologie et de l'industrie pour la défense nationale. Elle fait partie des établissements d'enseignement supérieur du Programme 985.

## Honneur
L'astéroïde (9442) Beiligong est nommé en son honneur.